# Кукуївка (присілок, Фатезький район)
Кукуївка (рос. Кукуевка) — присілок в Фатезькому районі Курської області Російської Федерації.
Населення становить 11 осіб. Входить до складу муніципального утворення Великожировська сільрада.

## Історія
Населений пункт розташований на території українського етнічного та культурного краю Східна Слобожанщина.
Від 2004 року входить до складу муніципального утворення Великожировська сільрада.

## Населення
1. Н/Д[2]